# La Dormition des amants
La Dormition des amants est un roman de Jacqueline Harpman paru en 2002 aux éditions Grasset, puis en format de poche en 2004 aux éditions LGF.

## Résumé
Nous sommes dans un XVIIe siècle imaginaire. Le roi d'Espagne Carlos a une fille, Maria Concepcion. Il l'éduque peu à peu et lui apprend à devenir reine. Lors de ses dix ans Maria reçoit un petit esclave qui a été châtré. Elle le soigne avec beaucoup de compassion. Ce petit esclave, Girolamo, devient peu à peu son camarade de jeu et son confident. Il apprend toutes ce qu'apprend Maria. Le père de celle-ci lui voulait une éducation spéciale pour l'époque. Ainsi Maria apprend à lire et à écrire ainsi que les sciences, ce qui lui servira comme nous le verrons par la suite.
1610, le roi Henri IV meurt assassiné par Ravaillac. Édouard (roi fictif inventé par l'auteur) monte sur le trône. Maria Conception va épouser le roi de France et devenir ainsi la reine de France. Girolamo la suit partout. Ils sont en effet inséparables. Il couche dans une chambre voisine de la reine. Cela aurait pu beaucoup faire jaser mais voilà, Girolamo ne peut avoir d'érection... La reine ne peut alors être soupçonnée d'adultère. Mais il existe bel et bien un amour entre ces deux êtres. Ceux-ci s'aiment au plus profond de leur âme et ce jusqu'à la mort de leur partenaire. On retrouve ici un peu le mythe de Tristan et Iseut. Cet amour est uniquement dans la pensée et le restera car il ne pourra jamais devenir charnel.

## Récompense
- 2003 : Prix triennal du roman de la Communauté française de Belgique